# Røros
Røros je město v norském kraji Trøndelag spravující stejnojmennou obec. Počet obyvatel v roce 2017 dosáhl 5623. Røros leží v nadmořské výšce 625 m n. m., u města se vlévá do Glommy zleva řeka Håelva. Městem prochází železniční trať Oslo - Trondheim a silnice 30 a 31.
Oblast, v níž se město nachází, je dnes nejjižnější výspou původní sámské populace severní Evropy. Røros patří k nejchladnějším místům v Norsku. Je to způsobeno především nadmořskou výškou kolem 600 m a kontinentálním klimatem, v této části země se již neuplatňuje vzduch mírných šířek jako u pobřeží, od něhož je Røros oddělen poměrně vysokým pohořím.
Město Røros je známé svými měděnými doly, je jedním ze dvou norských význačných důlních měst, kde těžba začala již v 17. století (tím druhým městem je „stříbrné město“ Kongsberg). Těžba v Rørosu trvala 333 let a byla ukončena až roku 1977. Město bylo znovu postaveno po zničení švédskými vojsky v roce 1679, z té doby má město 80 dřevěných domů, z nichž většina stojí kolem jednoho nádvoří. Mnohé z dochovaných domů si ponechaly své tmavé průčelí ze smolných klád, což jim dodává středověký vzhled. Město Røros bylo zapsáno na Seznam světového dědictví UNESCO v roce 1980. Tradiční zimní trhy přitahují velké množství turistů.
Røros a jeho obyvatele proslavil u norské veřejnosti na přelomu 20. století spisovatel Johan Falkberget, který převyprávěl příběh o těžce zkoušených hornících, kteří stojí na nejnižší příčce sociálního žebříčku.
Natáčel se tu populární norský TV seriál "Vánoce u našich"/"Hjem til jul" (2019-2020).

## Fotogalerie

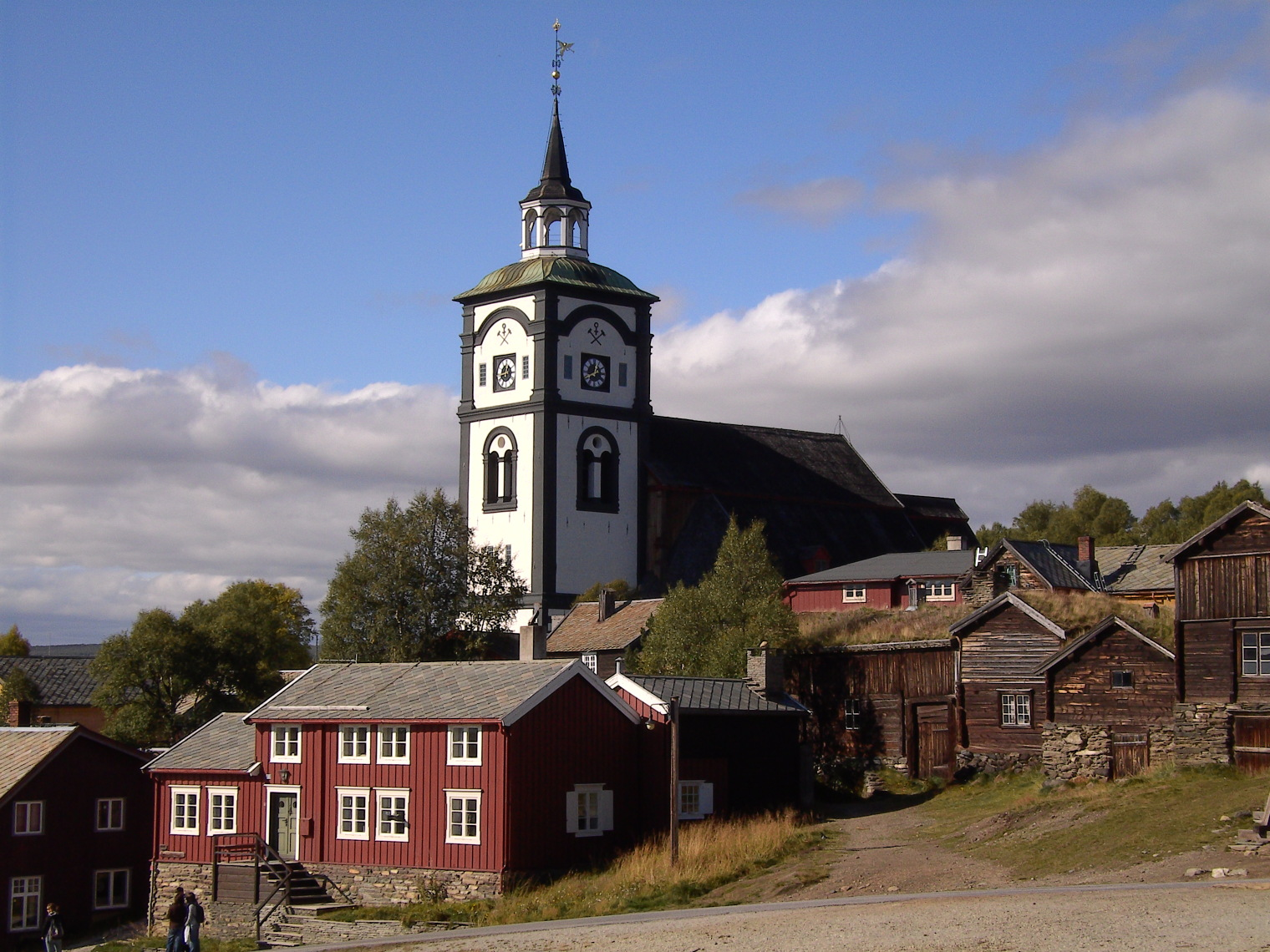
Røros, kostel
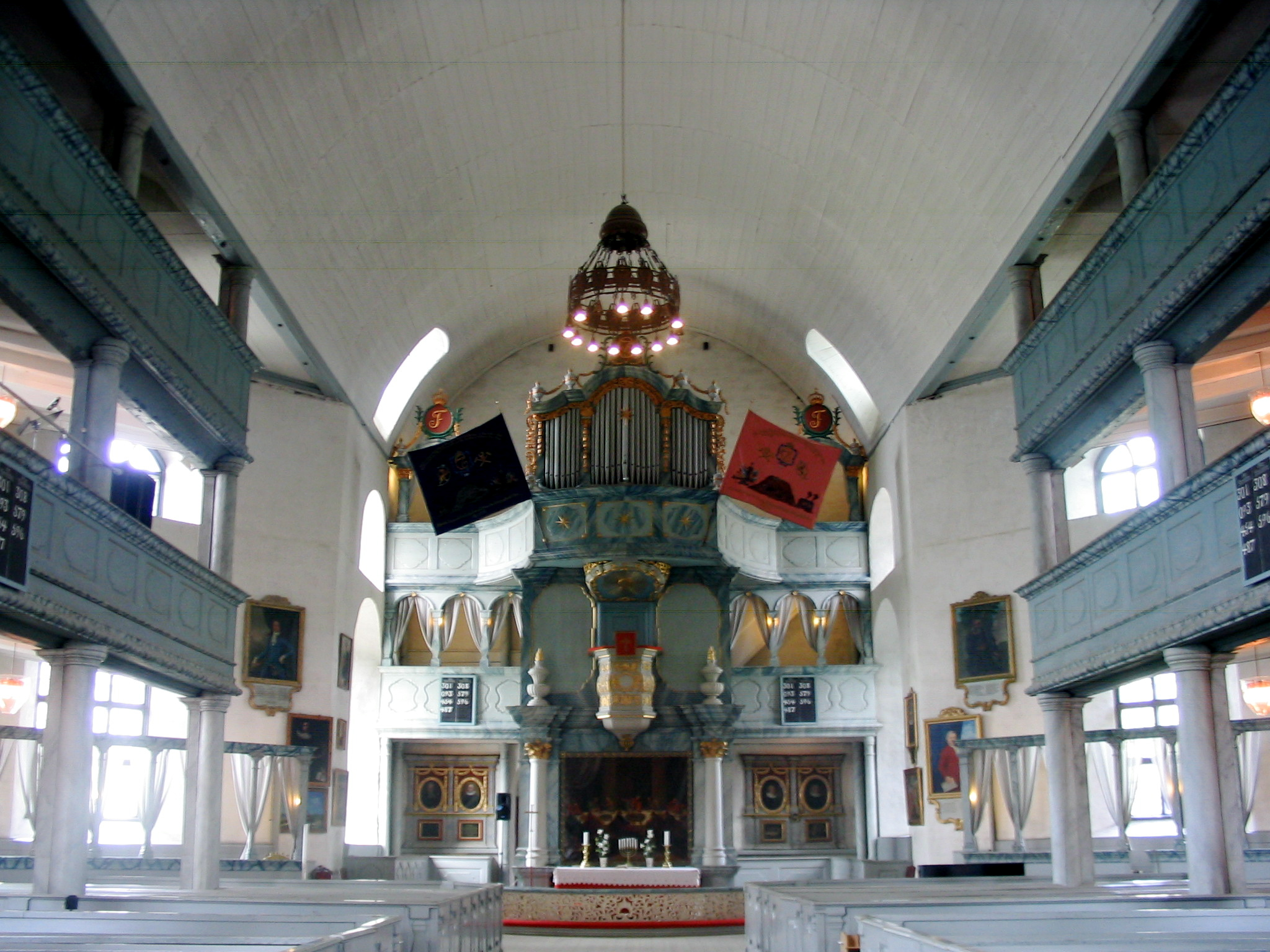
Røros, kostel uvnitř
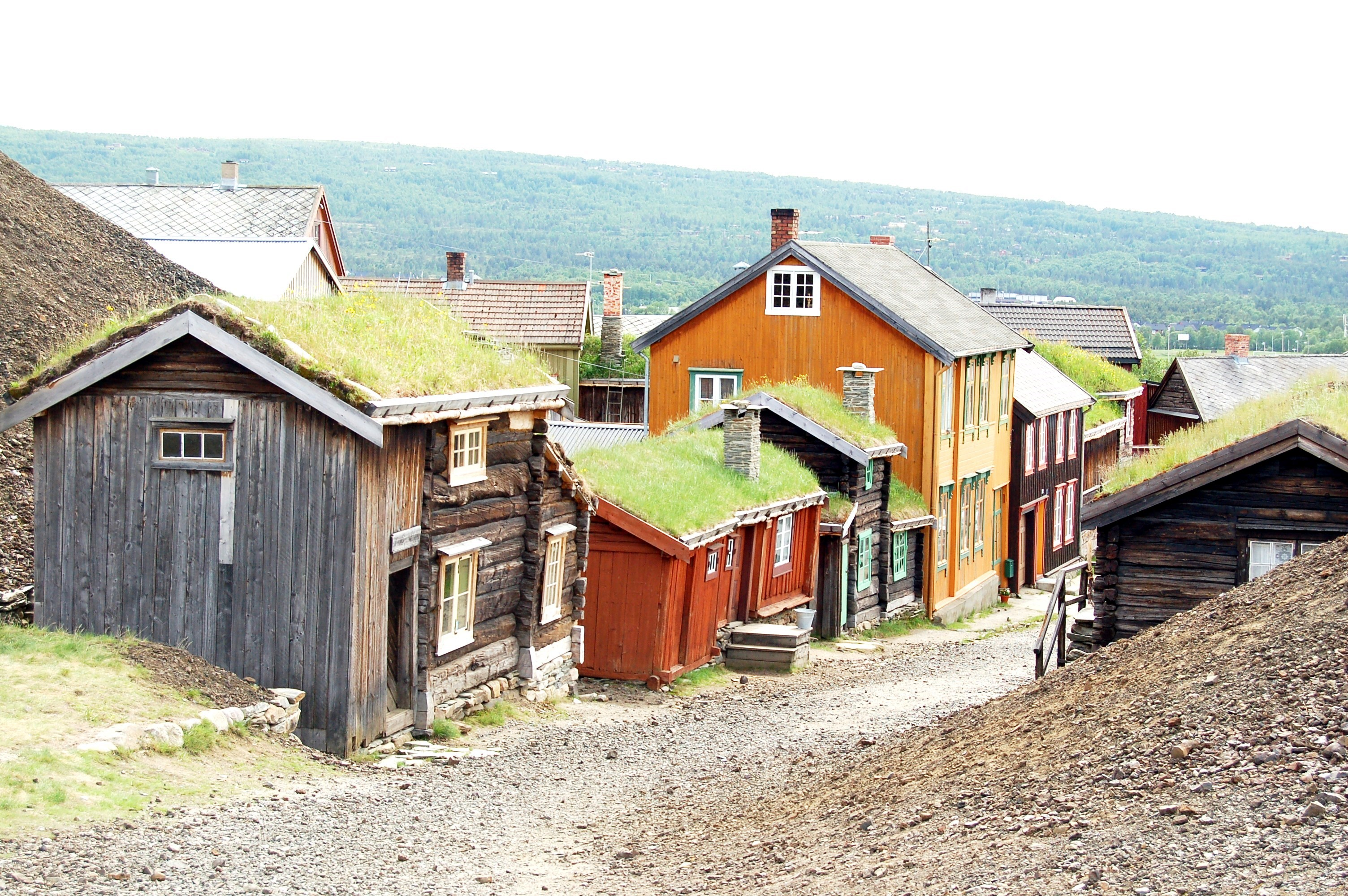
Dřevěné domy
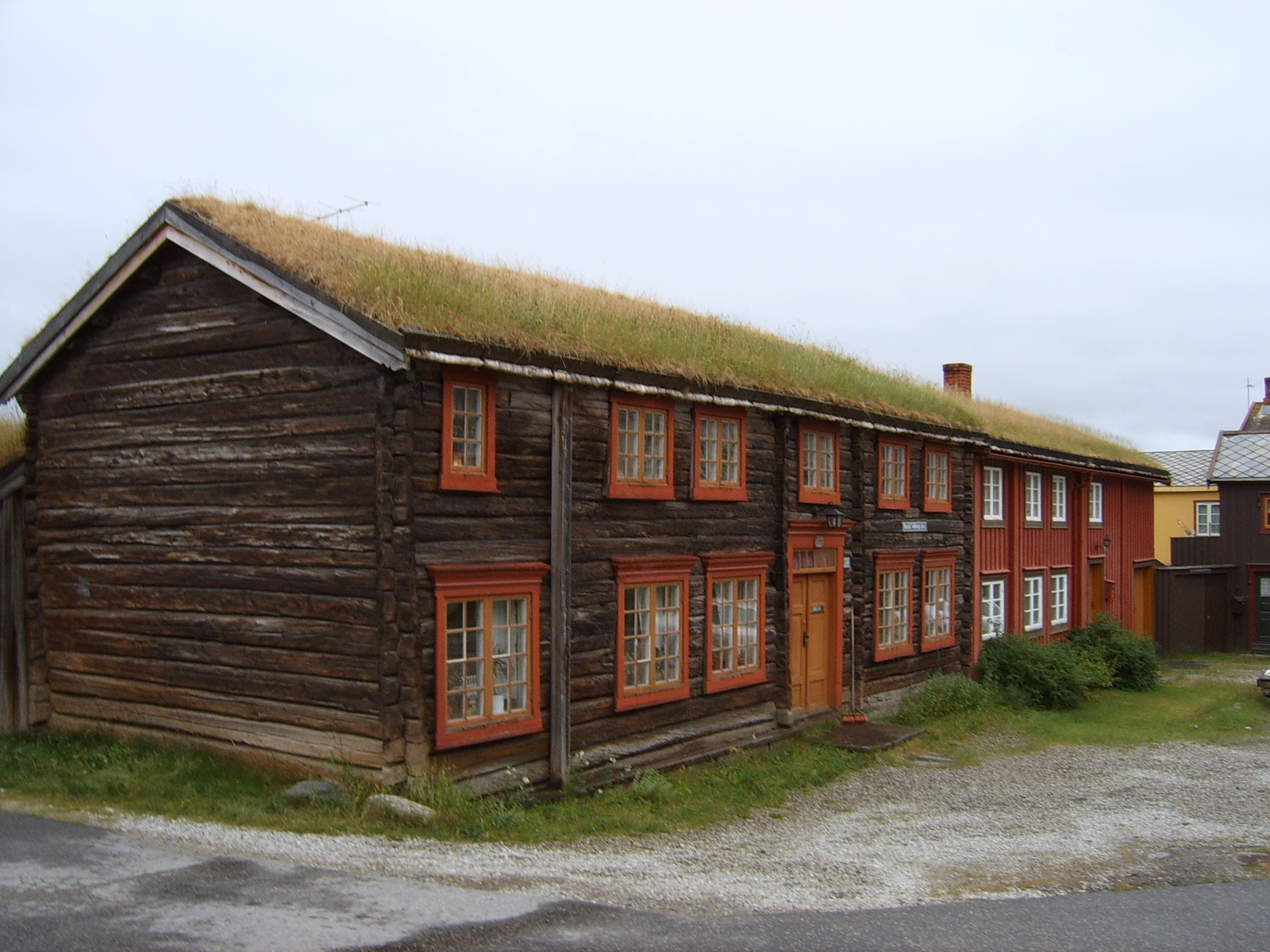
Dřevěné domy
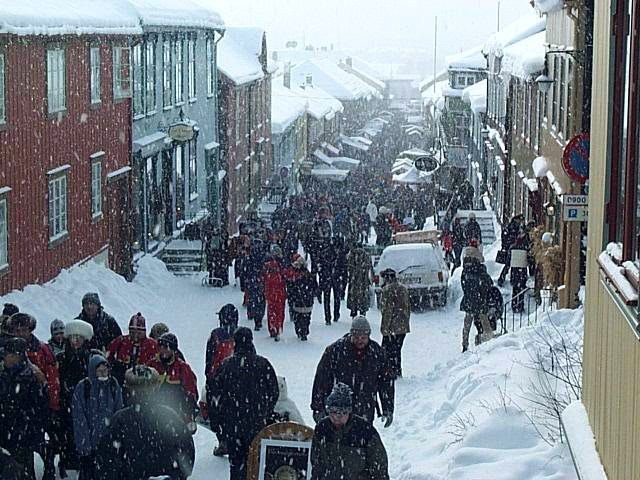
Tradiční zimní trhy v Rørosu (25. února 2001).